# Servicio de ubicación de Mozilla
El servicio de localización de mozilla (MLS) es una servicio abierto y crowdsourced de geolocalización 
basado en sitios celulares observables públicamente (y sus identificaciones celulares) y puntos de acceso Wifi. El servicio es proporcionado por Mozilla desde 2013.
En junio de 2015 MLS había reunido más de 10 millones de celdas celulares únicas y 250 millones de redes WiFi únicas. La aplicación móvil Mozilla Stumbler para android está disponible en Google Play Store y en F-Droid.
Mozilla no recopila el nombre SSID (por ejemplo: "WiFI de la familia Simpson") de las redes de WiFI sino que recopila los BSSID (lo cual a menudo es la dirección dirección MAC del WiFi dispositivo). Para permitir esto, las aplicaciones cliente de Mozilla no recopilan la información acerca de los puntos de acceso WiFI cuyo SSID está oculto o finaliza con la cadena "_nomap! (por ejemplo " WiFi-Familia-Simpson_nomap").
Mozilla publica un conjunto de datos agregados de localizaciones de celda (MLS Datos de Exportación de Red Celular) bajo una licencia de Dominio público(CC-0) Esto no incluye la base de datos ordinaria, porque los datos subyacentes contienen información identificable personalmente tanto de los usuarios que cargan datos como de los propietarios de los dispositivos WiFi. No obstante, Mozilla comparte estos datos privados con su socio corporativo Combain AB, lo que está creando cierta preocupación en algunos medios.